# Muricocarena
La muricocarena es una estructura formada por la concentración de la murica en el borde periférico de las cámaras de la concha de un foraminífero. Se divide a su vez en:
- Muricocarena periférica: Se trata de una estructura continua formada por la unión de la murica en el margen de la concha. La estructura tiene continuidad de una cámara a otra.
- Muricocarena circumcameral: La estructura está formada por la concentración de la murica en la periferia de las cámaras. El resultado es similar al de la muricocarena periférica, pero la murica no es continua entre una cámara y otra, por tanto, no se trata de una estructura continua. La concentración de la murica en la periferia de las cámaras depende de la angulosidad de estas.